# رزاق سيسيه
رزاق سيسيه (بالفرنسية: Abdul Razack Cissé )‏ (مواليد 30 ديسمبر 1998) لاعب كرة قدم من ساحل العاج،يلعب لصالح نادي الاتحاد السكندري على سبيل الإعارة من نادي الزمالك.

## روابط خارجية
- رزاق سيسيه على موقع قاعدة بيانات كرة القدم.إي يو (الإنجليزية)
- رزاق سيسيه على موقع Soccerway.com (الإنجليزية)